# Płoskie (województwo lubelskie)
Płoskie – wieś w Polsce położona w województwie lubelskim, w powiecie zamojskim, w gminie Zamość. 
Pierwsza wzmianka o miejscowości pochodzi z 1398 roku. Na przełomie XVI i XVII wieku prywatna wieś położona była w ziemi chełmskiej województwa ruskiego. W 1593 roku Płoskie wraz z dobrami szczebrzeszyńskimi weszło w skład Ordynacji Zamojskiej. W latach 1975–1998 miejscowość położona była w ówczesnym województwie zamojskim.
Wieś jest sołectwem w gminie Zamość. Według Narodowego Spisu Powszechnego Narodowego Ludności i Mieszkań z roku 2011 wieś miała 2005 mieszkańców.
Wieś jest siedzibą rzymskokatolickiej parafii pod wezwaniem św. Jacka.
25 grudnia 1899 roku w Płoskiem urodził się kapral Eugeniusz Herc, kawaler Krzyża Srebrnego Orderu Wojennego Virtuti Militari.
| SIMC    | Nazwa            | Rodzaj    |
| ------- | ---------------- | --------- |
| 0906344 | Gościniec        | część wsi |
| 0906350 | Kolonia Druga    | część wsi |
| 0906367 | Kolonia Pierwsza | część wsi |
| 0906373 | Kolonia Trzecia  | część wsi |
| 0906380 | Płoskie Drugie   | część wsi |
| 0906396 | Stara Wieś       | część wsi |
| 0906404 | Zabłotek         | część wsi |

To przedmieście położone jest przy drodze krajowej nr  , tuż poza granicą administracyjną Zamościa (na zachód od miasta). W dużym stopniu stanowi typowe dla większych miast podmiejskie osiedle domów jednorodzinnych. Znajdują się tu wiele zakładów usługowych (związanych m.in. z motoryzacją - komis, warsztaty, stacja paliw), Szkoła Podstawowa im. Jana Pawła II, kościół rzymskokatolicki pw. Św. Jacka, motel EDEN, stacja hodowli zwierząt.